# Сеге Ильбо
Сеге Ильбо (кор. 세계일보, англ. Segye Ilbo) — южнокорейская правая консервативная ежедневная широкоформатная газета на корейском языке, основана 1 февраля 1989 года, расположена в Сеуле.

## Концепция
«Сеге Ильбо» — новостное и аналитическое консервативное печатное и интернет-издание на корейском языке, освещающее события в Северо-восточной Азии, выходит шесть дней в неделю, кроме воскресений, считается правым и консервативным изданием. Газета освещает события, связанные с КНДР, публикует аналитику о ядерной программе КНДР. В 2010 году издание сообщило о планируемом визите северокорейского лидера Ким Чен Ира в Китай, ссылаясь на высокопоставленный источник в дипломатических кругах Пекина. Газета публикует интервью государственных деятелей региона.

## История
Газета принадлежит и управляется Церковью Объединения, была основана «Тонъиль групп» 1 февраля 1989 года в период расширения средств массовой информации Церковью объединения под руководством её лидера Сун Мёна Муна.
Издание связано с американской газетой «Вашингтон Таймс» и японской «Сэкай Ниппо». Изначально газета позиционировалась как платформа для продвижения консервативных ценностей и воссоединения Кореи, однако столкнулась с финансовыми трудностями, но выжила благодаря субсидиям от церкви.
В 1999 году на праздновании десятилетия газеты присутствовал Президент Кореи Ким Дэ Чжун, а на 20-летии Сеге Ильбо с поздравительной речью выступал Премьер-министр Южной Кореи Хан Сынсу.
В 2012 году тираж газеты достиг 85 000 экземпляров.
В 2015 году Президент Республики Корея Пак подал вызвавший беспокойство Комитета по защите журналистов иск к газете в результате журналистского расследования и обнародованной утечки документов из президентского офиса. Вследствие этого кризиса в том же году руководитель газеты покинул свой пост, и президентом газеты стал Юн-Йон Ча. Журналистское расследование продолжалось до 2017 года.

## Награда
Газета является учредителем премии Segye Literature Prize.

## Цитируемость
Публикации газеты цитируются в изданиях о культуре и языке Корейского полуострова, об информационной и оборонной индустрии. Расследования газеты о проблемах Азии цитируются Wilson Center и Университетом Британской Колумбии.
В 2014 году публикации газеты цитировались в академическом исследовании о женских движениях в Южной Корее. В 2020 году газета делала обзор экономических отношений Европы и Кореи, который привлек внимание Европейской торговой палаты в Корее. В 2022 году интервью газеты было опубликовано Институтом глобальной экономики. В 2023 году исследование газеты об эпидемии Covid-19 было упомянуто Национальными институтом Пастера в Корее.